# Senji Yamaguchi
Senji Yamaguchi (jap. 山口仙二 Yamaguchi Senji; ur. 3 października 1930 w Nagasaki, zm. 6 lipca 2013 w Unzen) – japoński działacz antywojenny.
W 1945 jako uczeń szkoły średniej i robotnik przymusowy w fabryce broni przeżył zrzucenie bomby atomowej na Nagasaki (9 sierpnia 1945). Spędził kilkadziesiąt dni w szpitalu, jego ciało pozostało w znacznym stopniu zdeformowane.
Po wojnie Yamaguchi zaangażował się w ruch walki z bronią atomową. W 1955 współtworzył m.in. Japońską Konfederację Stowarzyszeń Poszkodowanych przez Bomby „A” i „H” (jap. w skrócie: Nihon Hidankyō). Osoby, które przeżyły atak atomowy, to po japońsku „hibakusha” (jap. 被爆者).
Od 1961 Yamaguchi jeździł po świecie i występował na rzecz likwidacji broni atomowej. W 1982 przemawiał na II Specjalnej Sesji ds. Rozbrojenia Zgromadzenia Ogólnego Narodów Zjednoczonych.